# Атавапискат (река)
Атавапискат (на английски: Attawapiskat River) е река в централната част на Канада, северната, централната част на провинции Онтарио, вливаща се в залива Джеймс, южната част на Хъдсъновия залив. Дължината ѝ от 748 км ѝ отрежда 32-ро място в Канада.

## Географска характеристика

### Извор, течение, устие
Река Атавапискат изтича чрез два ръкава (Атавапискат и Норт Чанъл) от източната част на езерото Атавапискат (на 241 м н.в.), разположено в централната част на провинция Онтарио. В западната част на езерото, от запад и от юг се вливат две големи реки Неаваганк и Отоскуин, като последната се смята за начало на Атавапискат. Двата ръкава се събират на 52°05′41″ с. ш. 87°06′12″ з. д. / 52.094722° с. ш. 87.103333° з. д. и 210 м н.в. и вече същинската река Атавапискат поема на изток. На 52°12′20″ с. ш. 86°19′28″ з. д. / 52.205556° с. ш. 86.324444° з. д. и 174 м н.в. реката се разделя на два ръкава, като образува големия остров Пим и завива на североизток. След 110 км Атавапискат завива на изток, получава отляво и отдясно големите си притоци Мукутей и Мисиса и на 67 км преди устието си се разделя отново на два ръкава, които се вливат поотделно в западната част на залива Джеймс, срещу остров Акимиски.

### Водосборен басейн, притоци
Площта на водосборния басейн на реката е 50 500 km2.
В река Атавапискат се вливат няколко по-значителни притока:
Мисиса (десен)
Мукутей (ляв)
Стрийтфийлд (десен)
Неаваганк (в езерото Атавапискат)
Отоскуин (в езерото Атавапискат)

### Хидроложки показатели
Многогодишният среден дебит в устието на Атавапискат е 263 m3/s. Максималният отток на реката е през юни и юли, а минималния през февруари-март. Снежно-дъждовно подхранване. От ноември до края на април реката замръзва.

## Селища, полезни изкопаеми
По течението на реката има две малки населени места. На полуостров в езерото Атавапискат е разположено индианското градче Лансдаун Хаус, а на 12 кмо от устието на реката – градчето Атавапискат.
На около 90 км западно от селището Атавапискат на 26 юни 2008 г. компанията De Beers започва разработването на диамантена мина, от която в бъдеще се очаква добив от около 600 хил. карата (около 120 кг) годишно.

## Етимология
На около 100 км нагоре от устието на реката се намира група от високи варовикови острови, които местните индианци кри наричат chat-a-wa-pis-shkad, откъдето произлиза и името на реката, езерото от което изтича и селището в устието ѝ.